# Parsec

Den matematiska definitionen av längdenheten Parsec. (Bilden är inte skalenlig)

Parsec eller parsek (pc) är en längdenhet som används inom astronomi. En parsec är definierad som det avstånd varifrån radien i jordens bana kring solen syns under vinkeln 1 bågsekund, och motsvarar 31 Pm (petameter) eller 3,26 ljusår. Eftersom det finns 360·60·60/(2π) = 206 264,8 bågsekunder i en radian, är en parsec lika med 206·103 AU (astronomiska enheter).
Ett vanligt sätt att mäta avståndet till en närliggande stjärna är att mäta parallaxen, det vill säga hur stjärnan ligger i förhållande till bakgrunden med ett halvt års mellanrum. Då har jorden rört sig till andra sidan av solen sett från stjärnan, och skillnaden i vinkeln som uppmätts kan då enkelt översättas i parsec. Svårigheten i metoden är att vinklarna, även för relativt närbelägna stjärnor, är väldigt små. Inga stjärnor ligger närmare solen än 1 parsec och avståndet till den närmaste stjärnan, Proxima Centauri, är 1,3 parsec.
I bilden visas (ej skalenligt) solen och jorden vid en punkt i omloppsbanan. Avståndet mellan solen och jorden är en astronomisk enhet (AU). Vinkeln från P till solen och jorden är en bågsekund (1/3600 del av en grad) och P är därmed definitionsmässigt en plats i rymden en parsec från solen.

## Prefix
Klotformade stjärnhopars storlek mäts i parsec. M13 Herkuleshopens diameter är 45 pc. Det moln av kometkärnor och damm som omger solsystemet, Oorts moln, beräknas nå så långt som 0,6 pc ut från solen. Alla stjärnors skenbara magnituder omvandlas med standardavståndet 10 parsec till absoluta magnituder. 
Avstånd i Vintergatan mäts i kiloparsec, där 1 kpc motsvarar 3 262 ljusår. Solen ligger 8,6 kpc från galaxcentrum och Vintergatans radie är 12–15 kpc.
Avstånd till andra galaxer och galaxhopar mäts i megaparsec där 1 Mpc motsvarar 3,26 miljoner ljusår. Granngalaxen (M31 Andromeda) ligger 0,77 Mpc från Vintergatan. Virgohopen ligger 15 Mpc bort och är 3 Mpc i diameter.
Avstånd till kvasarer och andra objekt längre bort mäts i gigaparsec, där 1 Gpc motsvarar 3,26 miljarder ljusår. Kvasaren 3C 273 ligger 0,9 Gpc bort och partikelhorisonten 14 Gpc bort.

## Volymmått
Solen är ensam i sin kubikparsec (1 pc3 = 2,938·1040 km3), att jämföra med stjärntätheten i klotformiga stjärnhopar som är på hundra till tusen stjärnor per kubikparsec.
För att bestämma antalet stjärnor i Vintergatan, väljs områden (om kubikkiloparsec). Stjärnorna räknas i dessa kubikkiloparsec (1 kpc3 = 1 miljard pc3), och resultatet multipliceras upp. Samma procedur används för antalet klotformiga stjärnhopar i Vintergatan.
För att bestämma antalet galaxer i supergalaxhopar, väljs områden (om kubikmegaparsec). Galaxerna bestäms och räknas i dessa kubikmegaparsec (1 Mpc3 = 1 miljard kpc3), och resultatet multipliceras upp. Det stora tomrummet i riktning mot Björnvaktaren mäts i Mpc3.
För att bestämma mängden materia i det observerbara universum, väljs områden (om kubikgigaparsec). Galaxerna och kvasarerna räknas i dessa kubikgigaparsec (1 Gpc3 = 1 miljard Mpc3), och resultatet multipliceras upp.